# 오브리 레빈
오브리 레빈 (Aubrey Levin, 1938년 12월 18일-)은 남아프리카 공화국 태생 캐나다의 정신과의이자 전 남아프리카 방위군 대령으로, 아파르트헤이트 시대 남아프리카 공화국에서 동성애자로 의심되는 사람들을 치료하려다 성소수자 징집병과 양심적 병역 거부자들에게 학대적인 절차를 사용했다.
1970년대와 1980년대에 레빈은 많은 동성애자 남녀에게 전기충격이나 화학적 거세를 가했으며, 900명 이상의 징집병이 비자발적으로 성전환 수술을 받도록 강요받았다.
1995년 레빈은 캐나다로 이주하여 의료 행위 면허를 취득했다. 그는 캘거리 대학교의 임상 정신건강의학 교수가 되었다. 2010년 그는 환자를 성폭행한 혐의로 체포되었으며, 30명의 남성이 상담 중 레빈에게 성폭행당했다고 주장했다. 레빈은 폭행 혐의로 재판을 받고 유죄 판결을 받아 징역 5년을 선고받았고, 그의 의료 면허는 정지되었다.

## 어린 시절
레빈은 1938년 12월 18일 요하네스버그, 남아프리카 공화국에서 태어났다. 그의 아버지는 국민당의 첫 유대인 당원이었는데, 이 당은 백인 아프리카너 민족주의를 장려했으며 아파르트헤이트가 끝날 때까지 남아프리카 공화국의 주요 집권당으로 군림했다.

## 학력
레빈은 1954년에 고등학교를 졸업하고 남아프리카 방위군 (SADF) 장학금 지원을 받아 프리토리아 대학교에서 의학 공부를 시작했다. 1968년, 정신과의 면허를 취득하기 위한 학업을 마치는 동안, 그는 케이프타운의 남아프리카 의회 사무총장에게 편지를 보내 "동성애자와 레즈비언" 치료에 전기 충격을 사용하는 자신의 연구를 부도덕 개정법에 관한 특별 위원회에 제출할 것을 요청했다.:B106 그의 동료들 중 일부는 그를 닥터 쇼크라고 불렀다. 그는 1969년에 정신과의 자격을 얻었다.

## 남아프리카 방위군
정신과의 면허 덕분에 그는 남아프리카 방위군 (SADF)에 입대할 때 대령 계급을 받았다. 1971년에 그는 프리토리아 근처 부어트레커후트에 있는 1군 병원 22병동의 SADF 약물 재활 프로그램 팀장이 되었다.

### 혐오감 프로젝트
레빈이 "일탈자"로 분류된 SADF 징집병들을 위해 전기 충격과 약물 치료의 조합을 개발한 곳은 현재 타바츠와네로 알려진 부어트레커후트 1군 병원이었다. 여기에는 마리화나를 피우거나 동성애자인 사람들이 포함되었다. 레빈의 SADF 활동, 즉 혐오 치료를 사용한 그의 활동은 아파르트헤이트 시대가 끝날 무렵 많은 조사의 대상이 되었다.
부어트레커후트에서 일하는 동안 레빈은 남아프리카 북부의 외딴 지역인 그리프스발트로 가서 정신과의로 근무했다. 그리프스발트 군 구금 시설은 징집병들의 "악덕과 양심적 병역 거부를 치료하기 위한 가혹한 대우로 악명 높았다." 그리프스발트에서의 삶은 그의 전 환자 중 한 명인 고든 토르가 2014년 소설 'Kill Yourself and Count to 10'에서 상세히 묘사했다.
2013년, 그리프스발트 페이스북 그룹 회원들은 캐나다 앨버타에서 진행된 레빈의 4개월간의 재판을 지켜봤고, 그가 유죄 판결을 받자 기뻐했다. 글로벌 뉴스 기자는 당시 호주, 덴마크 등 여러 나라에 살고 있던 일부 회원들을 인터뷰했다. 그들은 여전히 그리프스발트에서의 경험으로 인한 정신적 상처를 안고 있었고, 일부는 이를 "고문"이라고 묘사했다. 그들은 그리프스발트를 "금고"라고 불렀다고 말했다. 그들이 몸무게 때문에 "버블스"라고 불렀던 레빈은 "젊은 남성들에게 잔인한 권위"로 유명했다. 그들 중 다수는 그리프스발트에서 정신적 충격을 받았을 때 겨우 십대였으며 "그들의 분노의 초점은 오브리 레빈이었다."
1975년부터 1981년까지 레빈은 더반의 애딩턴 병원과 현재 마칸다, 이스턴케이프라고 불리는 그레이엄스타운의 포트 잉글랜드 정신병원에서도 근무했다. 그는 병원에서 화학적 거세를 시행했다.
2014년 살롱 기사에 따르면, 남아프리카 군에 비자발적으로 징집된 최대 900명의 사람들, 그들 중 다수는 16세에서 24세 사이의 젊은이들이 "강제적인 성전환 수술" (SRS)을 받았다. 이러한 강제적이고 침습적이며 종종 불완전한 SRS, 예를 들어 남성 장기를 제거한 후, SRS를 강요당한 사람들은 "새로운 성 정체성을 유지하기 위한" "고가의 호르몬"을 감당할 수 없어서 더 이상의 도움 없이 방치되었다. 1971년부터 1989년까지 동성애자로 특징지어진 사람들은 동성애 치료를 주장하며 "화학적 거세와 전기 충격 치료"를 받았다.

### 레빈의 혐오감 프로젝트에서의 역할을 기록한 출판물
1994년, 아파르트헤이트가 끝나면서 남아프리카 공화국의 진실과 화해 위원회 (TRC)는 레빈이 SADF에서 운영한 혐오감 프로젝트의 논란이 되는 성격에 대한 증언을 들었으며, 그 세부 사항은 1999년에 발표되었다. 보고서에서 그는 "대령"으로 언급되었다.
1997년 6월, 건강 및 인권 프로젝트 (HHRP)는 TRC에 보고서를 제출했으며, 이 보고서에서 레빈은 SADF에서 게이 남성들을 "고문"한 주요 인물로 지목되었다. 2000년 가디언과의 인터뷰에서 레빈은 자신의 혐오 치료가 약간의 고통만 유발했으며 모든 환자들이 치료되기를 원했다고 말했다. 공동 프로그램인 HHRC는 1997년 케이프타운 대학교 공중 보건 및 가정 의학과(위치)와 케이프타운 기반 NGO인 폭력 및 고문 생존자를 위한 트라우마 센터에 의해 설립되었다.
1999년 10월, 조지프 라운트리 자선 신탁의 자금을 지원받고 남아프리카 공화국 의료 연구 위원회 및 인권 단체의 위임을 받아 작성된 "혐오감 프로젝트: 아파르트헤이트 시대 SADF에서 보건 종사자에 의한 게이 및 레즈비언에 대한 인권 침해"라는 제목의 132페이지 보고서가 출판되었다.
2000년, 데일리 메일과 가디언은 "소름 끼치는 탐사 시리즈"를 발행했으며, 여기에는 2000년 7월 가디언이 발행한 보고서에 대한 세부 정보를 제공하는 기사가 포함되었다. 같은 기자는 2012년 캐나다 앨버타에서 열린 레빈의 성추행 재판에 대해서도 보도했다. 2000년 가디언과의 인터뷰에서 레빈은 자신의 혐오 치료가 약간의 고통만 유발했으며 모든 환자들이 치료되기를 원했다고 말했다.
2001년 3월, 로버트 M. 카플란은 남아프리카 의학 저널 (SAMJ)에 이 보고서에 대한 자신의 기사를 발표했다. 이 기사에서 레빈은 대령으로 언급되었다. 이 보고서는 "거세와 전기 충격"을 상세히 다루었다.
2010년부터 남아프리카 공화국의 기자들은 아파르트헤이트 시대에 레빈의 역할에 대한 심층 기사를 발표하기 시작했으며, 이는 캐나다에서 그에게 제기된 혐의의 배경을 제공했다. 헤드라인에는 "닥터 쇼크가 피고석에 서다"가 포함되었다. 2003년 논픽션 '미완성 사업: 남아프리카, 아파르트헤이트, 그리고 진실'의 저자인 테리 벨은 "닥터 쇼크를 추적하며"라는 제목의 기사를 썼는데, 여기서 그는 레빈이 남아프리카 공화국에서 정의를 회피한 방식을 비난했다.
2014년 AlterNet 기사는 살롱에 재출판되었는데, 아파르트헤이트 시대 남아프리카에서 시행된 혐오감 프로젝트를 "가장 사악한 의료 실험" 상위 10개 중 하나로 꼽았다.
2014년, 레빈의 전 환자 중 한 명인 고든 토르는 'Kill Yourself and Count to 10'이라는 소설을 썼는데, 이는 잘못해서 잔혹한 재교육 프로그램에 휘말린 가상의 SADF 징집병에 대한 이야기로, 이 프로그램은 젊은이들을 실험 장난감으로 사용한 악명 높은 정신과의사가 운영했다. 토르는 이 소설을 아파르트헤이트 시대 그리프스발트 캠프에서의 자신의 경험을 바탕으로 썼는데, "내셔널리스트 군대의 칼뱅주의적 요구에 부적합하다고 여겨지는 모든 사람들이 재활을 위해 보내지던 북부 주"에 있었다.

### 캐나다 서스캐처원주
1995년 레빈은 그레이엄스타운의 포트 잉글랜드 병원에서 일하던 중 진실과 화해 위원회 (TRC) 보고서가 자신을 인권 침해자 중 한 명으로 지명했다는 사실을 알게 되었다. 그의 후임자는 레빈이 "너무 서둘러 떠나서" 사무실 짐을 꾸리지 못했다고 말했다. 그의 소지품은 그가 이민을 간 캐나다 서스캐처원주로 우편으로 보내야 했다. 그는 이민 이유가 남아프리카 공화국의 "높은 범죄율 때문"이었으며, "자신에 대한 혐의를 부인했다"고 말했다.
1995년, 캐나다 서스캐처원주 의사 및 외과 의사 협회는 레빈에게 서스캐처원에서 진료할 면허를 주었다.
서스캐처원주 새스커툰에서 레빈은 잠시 지역 정신의학 센터의 지역 책임자였다.
1990년대 후반, TRC는 건강 및 인권 프로젝트 (HHRP)가 제출한 주장에 대해 레빈에게 남아프리카 공화국에서 증언할 것을 요청했다. 레빈은 법적 조치를 위협하며 TRC 청문회 출석을 거부했다. 최종 TRC 보고서는 레빈의 이름을 명시하지 않았다. 그는 "혐오 치료"를 시행한 심리학자 (정신과의가 아님)로 언급되었다.

## 캐나다 앨버타주
1998년 HHRP는 앨버타 의사 및 외과 의사 협회 (CPSA)에 레빈의 배경을 알리는 서한을 보냈다. 그들은 아무런 답변을 받지 못했다. 같은 해, CPSA는 레빈에게 앨버타에서 의료 행위를 할 면허를 주었다. 그는 1998년부터 2010년 면허가 정지될 때까지 앨버타에서 정신과의사이자 학자로 일했다. 2000년에는 레빈이 앨버타 캘거리에 있는 교육 병원에서 일하고 있었다.

## 성폭행 혐의
2010년 3월, 앨버타 의사 및 외과 의사 협회는 남성 환자가 정신과의사가 성적 접근을 하는 장면을 몰래 촬영한 후 제기된 학대 혐의로 레빈의 면허를 정지시켰다. 2010년 7월까지 경찰에 따르면 30명의 다른 남성들이 나와 상담 중 레빈에게 성폭행당했다고 주장했다.
2012년 10월 11일, 레빈은 캘거리 퀸즈 벤치 법원에서 재판을 받았다. 그의 법적 방어팀은 예비 심리에서 레빈이 재판을 받을 정신 상태가 아니라는 것을 설득하는 데 실패했다.
검찰은 원래 21개 사건 중 9개 사건을 진행하기로 결정했다. 재판 중에 배심원단에게 레빈이 환자를 만지는 생생한 영상이 상영되었는데, 이는 환자의 [카메라 손목시계]에 몰래 녹화된 것이었다.
2013년 1월 28일, 배심원단은 레빈에게 남성 환자 3명에 대한 성폭행 혐의 3건에 대해 유죄를, 다른 2건의 성폭행 혐의에 대해서는 무죄를 선고했으며, 추가 4건에 대해서는 오심이 선언되었다. 그는 "2008년에서 2010년 사이에 환자 3명을 성폭행한" 혐의로 유죄 판결을 받았다.
2013년 1월 31일, 레빈은 유죄 판결의 결과로 등록된 성범죄자가 되었다. 그의 등록 요건은 20년 동안 지속될 예정이었다.
2013년 5월 CBC 기사는 "사법 당국, 학계" 및 의사 및 외과 의사 협회가 레빈의 이력을 어떻게 알지 못했는지 의문을 제기했다. 검사는 오른손이 왼손이 하는 일을 몰랐다고 말했다.

### 사법 방해
2013년 2월 7일, 경찰은 레빈의 아내 에리카 레빈(당시 69세)을 체포하고 배심원을 매수하려 한 혐의로 사법 방해 혐의를 적용했다. 해당 배심원은 1월에 기차 플랫폼에서 접근을 받았으며, 무죄 판결을 내리는 대가로 흰 봉투에 1,000달러 또는 10,000달러를 제안받았다고 말했다. 배심원은 경찰에 알렸고 이후 해임되었다. 퀸즈 벤치 법원의 캐런 호너 판사는 레빈의 행동이 "이기적이고" "무모하다"고 말했지만, 레빈의 외상 후 스트레스 장애 및 우울증에 대한 진술을 고려하여 "가택 연금과 180시간의 사회봉사를 포함한 18개월 조건부 형"을 선고했다.

### 보석 석방
5년형을 선고받았음에도 불구하고, 레빈은 2013년 2월 13일 15,000달러의 보석금을 내고 석방되었다. 판사는 그의 의료 면허가 정지되었기 때문에 "대중에게 위험하지 않다"고 말했다.

### 앨버타 항소 법원
2014년 4월 23일, 앨버타 항소 법원은 만장일치 결정으로 2013년 유죄 판결을 유지했다. 레빈은 48시간 이내에 익명의 기관에서 5년형을 시작하라는 명령을 받았다.

### 조기 출소
2016년, CBC는 캐나다 가석방 심의회가 레빈에게 주간 가석방을 허가했다는 정보를 입수했다. 2016년 3월까지 그는 중간 보호소에서 살고 있었다. 76세의 그는 완전 사면을 요청했다. 레빈은 가석방 심의회에 "피해자들이 거짓말을 했고 경찰과 법원이 자신을 노렸다"고 말했다. 평가는 "신랄한" 심리 평가와 레빈이 "피해자들에게 거의 관심이 없으며", "조작적이고" 자신을 "시스템의 희생자"로 표현했다는 진술을 포함했다. 레빈은 "자신의 성범죄에 어떤 성적 동기나 근거도 없으며", "캐나다에서 자신이 하는 행위가 본국 남아프리카 공화국에서는 허용되는 범죄 행위임을 알지 못했다"고 부인했다.
2023년 2월 1일, 레빈은 성범죄자 등록 해제를 신청했다. 당시 84세로 고령, 허약, 인지 장애가 있고 신체적 등록 요건을 충족할 수 없다고 주장한 레빈은 밴쿠버에 거주하고 있었으며, 검찰이 반대하지 않아 조기 해제 승인을 받았다.